# Винниково (Вологодская область)
Винниково — деревня в Вологодском районе Вологодской области на реке Лихтош.
Входит в состав Подлесного сельского поселения, с точки зрения административно-территориального деления — в Подлесный сельсовет.
Расстояние по автодороге до районного центра Вологды — 27 км, до центра муниципального образования Огарково — 14 км. Ближайшие населённые пункты — Погорелка, Мельниково, Семёновское, Дуравино, Костино.
По переписи 2002 года население — 28 человек (13 мужчин, 15 женщин). Преобладающая национальность — русские (96 %).